# Cuythoek

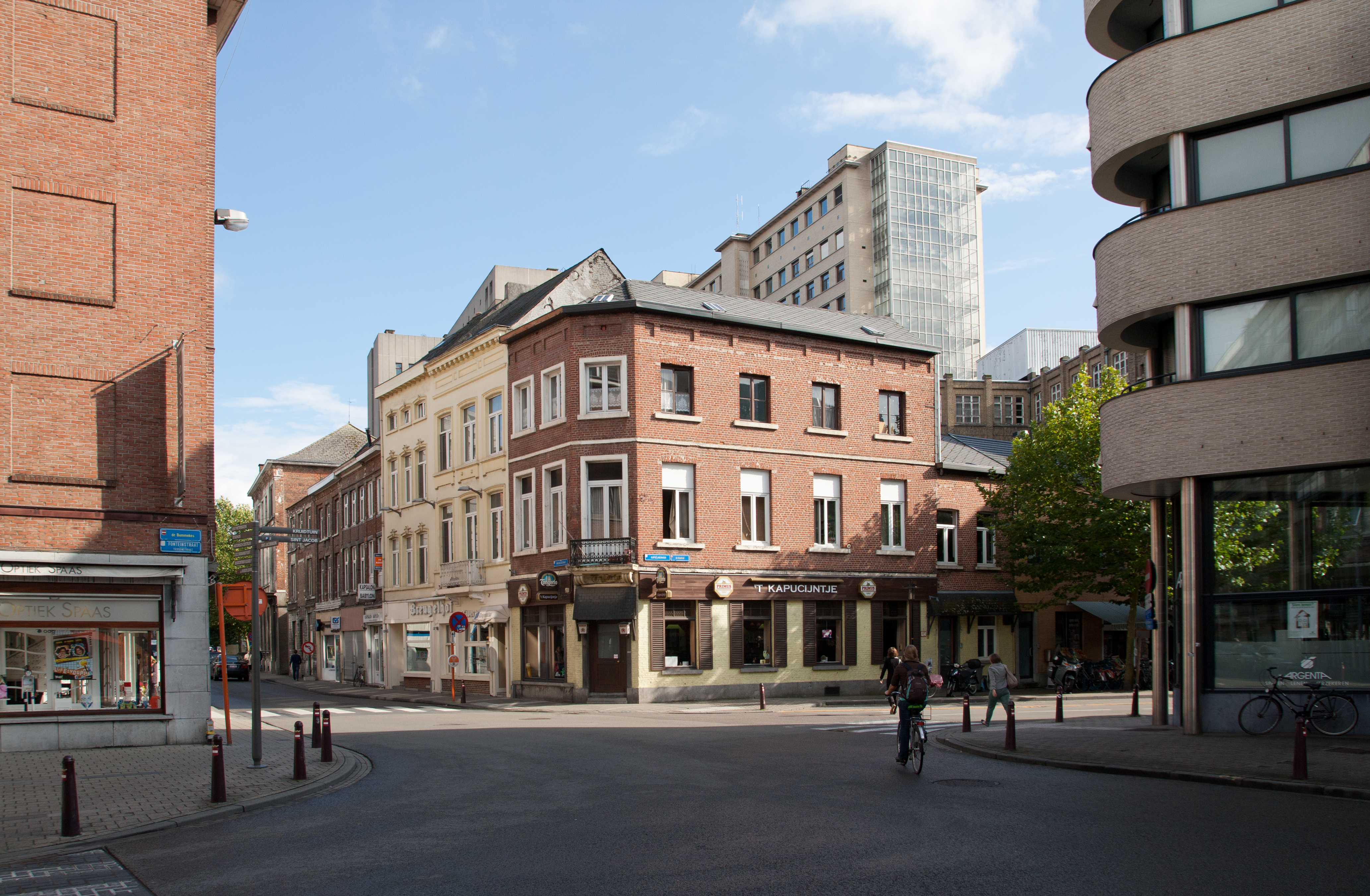
Cuythoek in Leuven.

De Cuythoek is een plein in de stad Leuven (België). Het plein bestaat al sinds de Middeleeuwen.
Het plein is gelegen aan het kruispunt tussen de Brusselsestraat en de Kapucijnenvoer. De Middeleeuwse namen van deze straten waren respectievelijk Bieststraat en Sint-Jacobsstraat (deze straat liep door het huidige Sint-Rafaëlziekenhuis naar de Dijle).
De naam komt van de brouwerijen die cuytbier produceerden. Cuytbier werd in de Middeleeuwen gebrouwen naar een formule uit Picardië. Het Franse woord cuit betekent gekookt. Het was bier, gemaakt uit haver, dat zeer lang gekookt werd. Cuytbier was het meest gebruikte bier van de hele stad omdat het goedkoop was. Op de hoek van het plein stond de brouwerij De Ooievaar of La Cygogne. Omwille van de massale productie van cuytbier was deze brouwerij eerder een kleine fabriek. Achter de brouwerij stond het landhuis van Matthijs de Layens, stadsarchitect.